# Тимановка (Тульчинский район)
Тимано́вка (укр. Тиманівка) — село в Тульчинском районе Винницкой области Украины.

## История
С марта 1796 по март 1797 года в Тульчине находился русский полководец А. В. Суворов, здесь он написал свой труд «Наука побеждать». В это время в селе Тимановка солдаты Суворова выкопали и обустроили колодцы.
В ходе Великой Отечественной войны в 1941—1944 гг. селение было оккупировано наступавшими немецко-румынскими войсками (и включено в состав "Транснистрии").
Население по переписи 2001 года составляло 1942 человека.

## Достопримечательности
- Музей Суворова (Тимановка)